# Talal Jusuf
Talal Jusuf Muhammad Mahmud (ar. طلال يوسف, ur. 24 lutego 1975) – bahrajński piłkarz grający na pozycji pomocnika.

## Kariera klubowa
Karierę piłkarską Jusuf rozpoczął w klubie Madinat Isa Club. W latach 1995–1998 grał w jego barwach w drugiej lidze Bahrajnu. W 1998 roku przeszedł do Bahrain Riffa Club i zadebiutował w jego barwach w bahrajńskiej Premier League. Zawodnikiem Riffa Club był do 2004 roku, z przerwą na występy w sezonie 2001/2002 w Malkyi Club. Z Riffą trzykrotnie wywalczył mistrzostwo Bahrajnu w latach 2000, 2003, 2004, trzykrotnie Puchar Bahrajnu w latach 2000, 2001, 2004 i dwukrotnie Puchar Korony Księcia Bahrajnu w latach 2003, 2004.
W 2004 roku Yousef przeszedł do kuwejckiego klubu Al Kuwait Kaifan. Wywalczył z nim dwukrotnie mistrzostwo Kuwejtu (2006, 2007) i jeden raz Al Kurafi Cup (2005). W sezonie 2007/2008 grał w innym klubie z Kuwejtu, Al Qadsia i zdobył z nim Puchar Kuwejtu. Latem 2008 wrócił do Bahrajnu, do Riffy Club. W 2010 roku sięgnął po Puchar Króla Bahrajnu.

## Kariera reprezentacyjna
W reprezentacji Bahrajnu Jusuf zadebiutował w 1998 roku. W 2004 roku zajął z Bahrajnem 4. miejsce podczas Pucharu Azji 2004. Na tym turnieju wystąpił w 6 meczach: z Chinami (2:2), z Katarem (1:1), z Indonezją (3:1 i gol w 82. minucie), ćwierćfinale z Uzbekistanem (2:2, k. 4:3), półfinale z Japonią (3:4) i o 3. miejsce z Iranem (2:4, gol w 48. minucie i czerwona kartka w 90. minucie). W 2007 roku został powołany przez selekcjonera Milana Máčalę do kadry na Puchar Azji 2007. Tam rozegrał 2 spotkania: z Indonezją (1:2) i z Arabią Saudyjską (0:4).